# 福宜
福宜（1720年—1721年），爱新觉罗氏，清朝雍正帝的儿子（实际上的第七子，但因早殇而未序齿）。福宜生于康熙五十九年（1720年）五月廿五，生母是年贵妃。福宜只活了8个月，康熙六十年（1721年）正月十三，福宜去世，无谥号。